# X-Proserpina

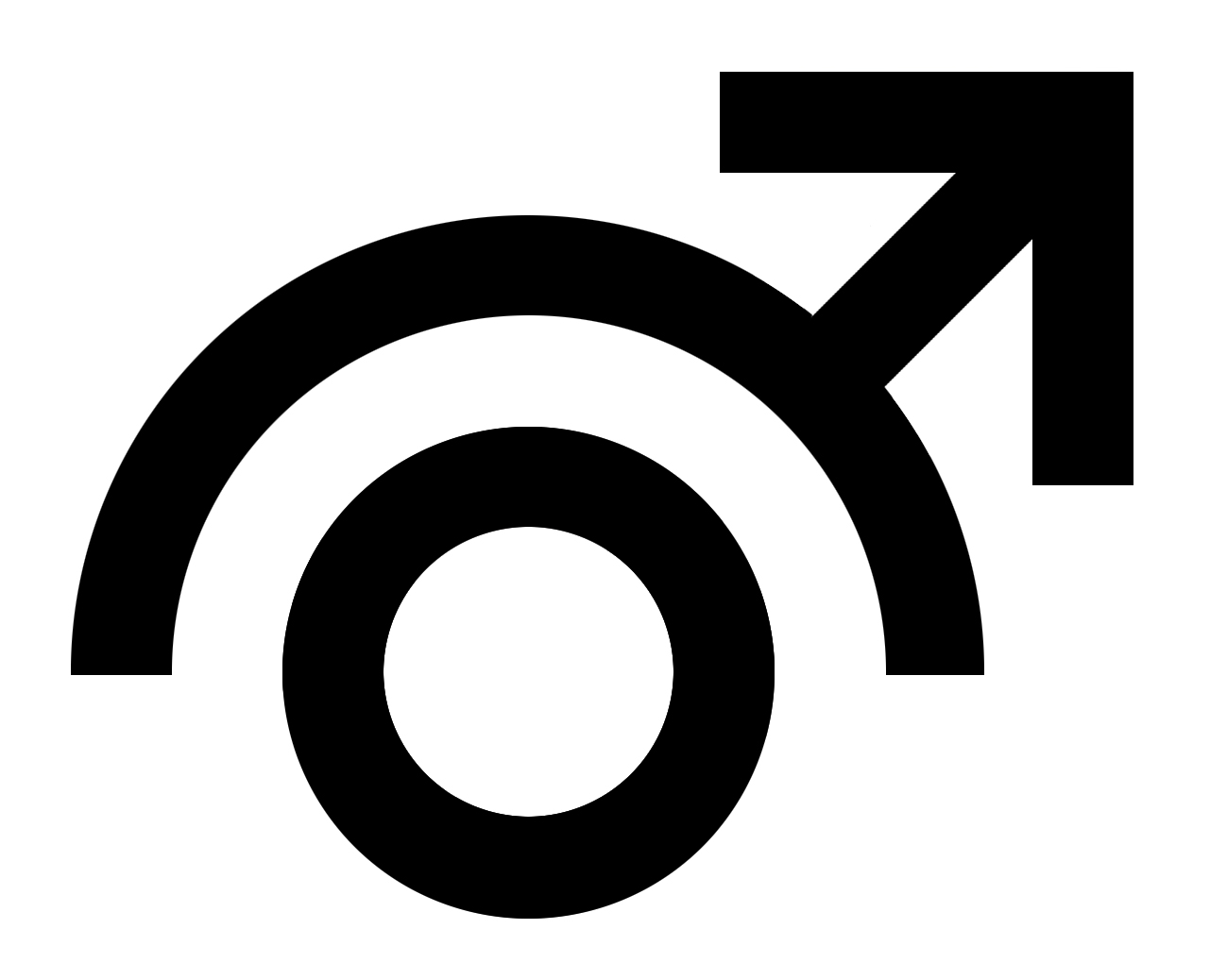
Simbolo proposto, inizialmente per il transplutoniano X-Proserpina e ora per il pianeta nano Eris, elaborato attraverso un percorso logico-grafico di analisi dei simboli planetari noti

X-Proserpina è un nome pseudoscientifico utilizzato in astrologia e ufologia per riferirsi a un ipotetico decimo pianeta del sistema solare. Secondo infatti le ricostruzioni zodiacali compiute daalcune correnti astrologiche, in particolare dall'astrologa Lisa Morpurgo negli anni '70, accanto ai 12 segni zodiacali dovrebbero "per condizione logica" trovarsi 12 corpi planetari. Ed il primo di questi due corpi planetari mancanti venne da essa denominato "X-Proserpina".
Secondo la ricostruzione zodiacale, il decimo pianeta dovrebbe rappresentare l'opposto delle simbologie di Plutone e il parallelo di quelle di Venere, ed essere quindi nella simbologia astrologica un pianeta strettamente femminile.
Avrebbe sede domiciliare in Toro e Bilancia e sede di esaltazione in Sagittario. Astrologicamente, X-Proserpina rappresenta l'utero (completando così l'intero apparato genitale femminile che ora è solo rappresentato da Venere-ovaie), i capelli (comprovando così la rarissima calvizie femminile) e le forme viventi vegetali. Psicologicamente, X-Proserpina dovrebbe assumere caratteristiche legate alla possessività, all'oralità intesa come fagocitazione e ad un temperamento coinvolgente, avvolgente.
La scoperta di Eris nel 2005, un pianeta nano di massa leggermente superiore a Plutone e quindi degno di essere preso in considerazione come Pianeta X, sta attualmente occupando il lavoro di ricerca degli astrologi alla scoperta di sue possibili associazioni con le simbologie espresse dalla moderna astrologia.
Attualmente il pianeta vede la sua presenza nell'ultima decade dell'Ariete, dove ha fatto ingresso attorno al 1920. La fortissima inclinazione dello stesso (attualmente di 44° sulla linea dell'eclittica) desta sicuramente perplessità in quanto la sua proiezione lo collocherebbe ben al di fuori della fascia zodiacale. In questo caso, l'astrologia dovrebbe riconsiderare anche la possibilità di allargare la suddetta fascia zodiacale arrivando, come già ipotizzò Lisa Morpurgo, a creare non più una cintura zodiacale, bensì una sfera zodiacale.

## Il punto di vista scientifico
Diversi altri astrologi hanno ipotizzato l'esistenza di ulteriori pianeti nel sistema solare (Pianeta X); tuttavia le loro affermazioni non sono mai assunte al rango di previsioni accurate, ma sono rimaste nel campo di ipotesi vaghe, ad eccezione dello studioso Gabriele Silvagni che ha preso in esame il corpo planetario 145451RM2005 per oltre 10 anni con risultati ed evidenze dal punto di vista astrologico del tutto coincidenti con le simbologie del pianeta Y come ipotizzato da Lisa Morpurgo fin dai primi anni '70.
L'astronomia, di suo, è in grado di dare in anticipo previsioni sulla posizione celeste, la massa, la distanza del Sole, ecc. dei presunti corpi nuovi nel sistema solare (come è stato il caso per le scoperte di Urano, Nettuno e lo stesso Plutone).
Al momento, le scoperte di nuovi oggetti astronomici nel sistema solare esterno si susseguono, e una recente decisione dell'Unione Astronomica Internazionale ha sancito ufficialmente una linea di demarcazione fra i pianeti maggiori e i pianeti nani; a quest'ultima classe appartengono quattro oggetti transnettuniani (Plutone, Eris, Haumea e Makemake) ed è prevedibile che nel prossimo futuro verranno scoperti numerosi corpi, sia più grandi sia più piccoli di Plutone, a distanze sempre maggiori.